# Ludwig Brühl
Ludwig Julius Brühl (* 17. August 1870 in Breslau; † vor 1953 in Tansania) war ein deutscher Mediziner und Museumskurator.

## Leben
Ludwig Brühl studierte von 1889 bis 1895 Zoologie und Medizin an der Friedrich-Wilhelms-Universität zu Berlin und wurde 1898 in Berlin mit seiner Dissertation Beiträge zur Lehre von den Becherzellen zum Dr. med. promoviert. Während seiner Zeit als Assistent am Königlichen Physiologischen Institut in Berlin nahm er als Schiffsarzt und mit eigenen Forschungen an der Deutschen Expedition in das Nördliche Eismeer teil, die nach dem bei der Oldenburgischen Hochseefischerei-Gesellschaft in Geestemünde für die Expedition gecharterten 34 m langen Fischdampfer Helgoland auch Helgoland-Expedition genannt wurde und im Sommer 1898 nach Spitzbergen und an die Murmanküste führte. Ab 1903 arbeitete er unter Ferdinand von Richthofen am Institut für Meereskunde und wirkte nach der Museumseröffnung ab 1906 an der Friedrich-Wilhelms-Universität zu Berlin bei Albrecht Penck am Institut und Museum für Meereskunde in der Geographisch-naturwissenschaftlichen Abteilung als Kustos für Seefischerei und wirtschaftliche Verwertung der Meeresprodukte. Ludwig Brühl sammelte neben seinen Aufsammlungen für das Museum für Meereskunde auch für das Botanische und das Zoologische Museum Material und nahm hierfür von 1911 bis 1912 an einer Exkursion an das Tote Meer teil.
In der Zeit 1917/1918 war er vertraglich verpflichteter Zivilarzt in einem Feldlazarett, kam am 21. April 1917 in Mpanganya in Tansania in britische Kriegsgefangenschaft und war ab 22. Mai 1917 dann in Daressalam und später 1918 auch noch auf Malta in Gefangenschaft.
Im Oktober 1922 reiste Ludwig Brühl, dem 1919 der Professorentitel verliehen wurde, als ausgewiesener Fischereiexperte im Auftrag der Companhia do Fomento Geral de Angola zur Erkundung der maritimen Ressourcen von Namibe nach Angola und sammelte bei dieser Gelegenheit Pflanzen der Gattung Welwitschia, die später im Herbarium des Botanischen Gartens und Botanischen Museums Berlin-Dahlem hinterlegt wurden.
Ludwig Brühl, der im Jahr 1928 Gruppenleiter und Direktorial-Assistent wurde, war zuvor bereits seit 1925 an der Landwirtschaftlichen Hochschule Berlin als Honorardozent tätig und wurde hier 1931 noch zum Honorarprofessor berufen. Im Jahr 1931 erhielt er die Leitung des Museumsausbaues für das Landwirtschaftliche Museum Berlin, das aber bereits 1935 dauerhaft geschlossen und zu einer Lehrsammlung für die Hochschule selbst umgestaltet wurde. Ludwig Brühl war von jüdischer Herkunft und emigrierte, bereits im Ruhestand, nach der Machtergreifung der Nationalsozialisten gemeinsam mit seiner Ehefrau im Jahr 1934 nach Tanga in Tansania, wo er kinderlos noch vor seiner Ehefrau in der Zeit vor 1953 verstorben ist.
Von seiner Korrespondenz sind Teile seines Schriftverkehrs mit dem Buchantiquar Martin Breslauer, dem Zoologen Ernst Heinrich Ehlers und dem Lehrer und Palästinaforscher Peter Thomsen überliefert.

## Schriften
- Beiträge zur Lehre von den Becherzellen. I. Historisch-kritische Darstellung der bisherigen Befunde aus der Zeit von 1837–1867. Dissertation, Berlin 1898
- Bernstein, das „Gold des Nordens“. Meereskunde. Sammlung volkstümlicher Vorträge zum Verständnis der nationalen Bedeutung von Meer und Seewesen. 166, 14, 10, Mittler, Berlin 1925